# Oulun Kärpät
Oulun Kärpät bzw. einfach Kärpät (deutsch: Hermeline) ist ein finnischer Eishockeyverein, der in Oulu in der Oulun Energia Areena spielt.

## Geschichte
Am 15. Mai 1946 wurde Kärpät in Oulu unter dem Namen Oulun Kärpät 46 gegründet. Zuerst wurde in dem Sportverein Fußball gespielt. Als erste Wintersportart folgte Bandy.
Im Januar 1947 wurde die Eishockeymannschaft des Vereins gegründet. Obwohl anfangs wenig erfolgreich, legte Kärpät von da an sein Hauptaugenmerk auf Eishockey.
Als im Jahr 1975 die SM-liiga gegründet wurde, spielte Kärpät noch in der 1. Division, schaffte aber bereits 1977 den Sprung in die oberste finnische Liga und feierte 1980 mit einer Bronzemedaille den ersten großen Erfolg in dieser Liga. Bereits in der Saison 1980–81 wurde Kärpät zum ersten Mal finnischer Meister.
Im Jahr 1995 musste Kärpät wieder in der 1. Division spielen, stieg aber im Jahr 2000 wieder in die SM-liiga auf.
In den Jahren 2004, 2005, 2007, 2008, 2014 und 2015 wurden sie schließlich wieder finnischer Meister, 2006 und 2016 Dritter sowie 2009 und 2019 Vize-Meister. Die achte Meisterschaft konnte 2018 gefeiert werden.

## Erfolge
- SM-Liiga/Liiga:
  - Goldmedaille: 1981, 2004, 2005, 2007, 2008, 2014, 2015, 2018
  - Silbermedaille: 1987, 2003, 2009, 2019
  - Bronzemedaille: 1980, 1984, 1985, 1986, 2006, 2016
- European Champions Cup:
  - Silbermedaille: 2005, 2006
- Champions Hockey League:
  - Silbermedaille: 2016